# Tudhaliya II
Tudhaliya II (ook Tudhaliya III) was een koning van het Hettitische Rijk (nieuwe koninkrijk) ongeveer van 1360 - 1344 v. Chr.
Het Hettitische Rijk verloor een groot deel van haar territorium tijdens het regime van Tudhaliya, waarbij zelfs de hoofdstad Hattusa in vlammen opging. Pas onder het militaire leiderschap van de zoon van Tudhaliya, de latere koning Suppiluliuma I, begonnen de Hettieten aan een herstel, terwijl Tudhaliya nog op de troon zat.
De nummering van de Hettitische koningen met de naam Tudhaliya is enigszins problematisch. Er was een Hattische mythische figuur met die naam, waarvan onbekend is of deze wel koning geweest is. Andere reconstructies plaatsen een Tudhaliya direct na Muwattalli I, maar voor de Tudhaliya zoals hier besproken.